# Fdisk

fdisk — общее название системных утилит для управления разделами жёсткого диска. Широко распространены и имеются практически в любой операционной системе, но работают по-разному. Используют интерфейс командной строки.

## Использование в системе Linux
В системе Linux можно запускать fdisk в интерактивном или командном режиме. При запуске нужно обязательно указывать устройство диска, например: /dev/hdb, /dev/sda и т. п. В отдельных случаях (при изменении раздела в командном режиме), потребуется указать раздел диска (например /dev/hda1).

### Командный режим
fdisk -v Вывод версии
fdisk [-b SSZ] [-u] DISK Change partition table
fdisk -l [-b SSZ] [-u] DISK List partition table(s)
fdisk -s PARTITION Give partition size(s) in blocks
-u: give Start and End in sector (instead of cylinder) units
-b 2048: (for certain MO disks) use 2048-byte sectors

### Интерактивный режим
Если при запуске указать только имя диска, fdisk запускается в интерактивном режиме.

### Использование fdisk в скриптах
Данная команда эмулирует работу пользователя:
```
fdisk /dev/hda << EOF
n
p
1

a
1
t
c
w
EOF

```

Команды fdisk:
n — создать новый раздел
p — новый раздел будет «primary» (первичный) (можно ввести «e» — extended (расширенный))
1 — первичный раздел будет первой из четырех возможных (для USB-ZIP должен быть 4я)
1 — сделать первый раздел активным
t — сменить тип раздела
с — сменить тип раздела на Fat32 (LBA)
w — записать изменения на диск и выйти из fdisk